# Kycklingleden
Kycklingleden är en vandringsled i Grums kommun.
Leden, som är 5,7 kilometer lång, går i en rundslinga med start och slut vid Buda badplats och går runt Kycklingdalen vid Vänerns kust. I dalen har identifierats 38 sällsynta arter. Leden går upp på ett berg, varifrån det är utsikt över Vänern.